# Dassault Communauté
Dassault MD.415 Communauté là một máy bay vận tải hạng nhẹ hai động cơ của Pháp trong thập niên 1950, nó được chế tạo bởi hãng Dassault Aviation, chỉ có một nguyên mẫu được chế tạo.

## Phát triển
Công ty Dassault thiết kế một máy bay vận tải hạng nhẹ vào cuối thập niên 1950, với tên gọi MD.415 (sau này đổi tên thành Communauté). Communauté là máy bay một tầng cánh, cánh đặt dưới, bộ phận bánh đáp có thể thu vào trong bụng khi bay, cabin chứa được 8 hành khách và tổ bay 2 người. Động cơ được đặt trên cánh, loại Turbomeca Bastan. Nguyên mẫu F-WJDN bay lần đầu vào 10 tháng 5-1959.
Công ty cũng phát triển một phiên bản quân sự có tên gọi MD.410 Spirale. Spirale gần như giống hệt so với Communauté ngoại trừ tất cả cửa sổ đều bị bỏ đi và thêm vào các tấm panel. Nó cũng dự phòng sẵn súng hay pháo, và các giá treo dưới cánh để mang vũ khí. Người ta dự định Spirale có thể sử dụng để hỗ trợ bám sát, trinh sát hay vận tải.
Không có chiếc Communauté hay Spirale được đặt hàng chế tạo và việc phát triển cánh cao của MD.415 với tên gọi Spirale III cũng bị hủy bỏ.

## Phiên bả
MD.415 Communauté
Nguyên mẫu vận tải hạng nhẹ, 1 chiếc.
MD.410 Spirale
Nguyên mẫu phiên bản quân sự, 1 chiếc.
MD.455 Spirale III
Phiên bản vận tải cánh cao trong đề xuất, không chế tạo.

## Thông số kỹ thuật (Communauté)
Dữ liệu The Illustrated Encyclopedia of Aircraft (Part Work 1982-1985), 1985

### Đặc điểm riêng
- Phi đoàn: 2
- Sức chứa: 8 hành khách
- Chiều dài: 13 m (42 ft 8 in)
- Sải cánh: 16.45 m (53 ft 11½ in)
- Chiều cao: 4.3 m (14 ft 1¾ in)
- Diện tích cánh: 36 m² (387.51 ft²)
- Trọng lượng rỗng: 3610 kg (7959 lb)
- Trọng lượng cất cánh: 5900 kg (13.007 lb)
- Trọng lượng cất cánh tối đa: n/a
- Động cơ: 2 × Turbomeca Bastan, 746 kW (1000 hp) mỗi chiếc

### Hiệu suất bay
- Vận tốc cực đại: 500 km/h (311 mph)
- Tầm bay: 2500 km (1553 dặm)
- Trần bay: 11000 m (36.090 ft)
- Vận tốc lên cao: n/a
- Lực nâng của cánh: n/a
- Lực đẩy/trọng lượng: n/a